# Štitáre
Štitáre (in ungherese Alsócsitár) è un comune della Slovacchia facente parte del distretto di Nitra, nella regione omonima.